# キトキト!
『キトキト!』は、2007年3月17日公開の富山県を舞台にした日本映画。
キトキトとは富山の言葉で「生きがいい」という意味である。
キャッチフレーズは「母ちゃんって、不死身なんだと思ってた！」。

## あらすじ
富山県高岡市。奈良、鎌倉に並ぶ大仏が有名なこの町には大仏よりも強烈な人間がいた。優介の母、智子は近所でも有名な肝っ玉母ちゃん。夫を亡くし、女手ひとつで子供を育ててきたが、娘の美咲はスケバンになり男と駆け落ち、息子の優介も高校を中退し生きがいを求めて上京し、ホストクラブで働きはじめるが…。

## キャスト
- 斎藤優介：石田卓也
- 斎藤美咲：平山あや
- 斎藤智子：大竹しのぶ
- 藍：伊藤歩
- 佐川隆：光石研
- 眞人：尾上寛之
- 裕次郎：井川比佐志

## スタッフ
- 監督：吉田康弘
- 脚本：吉田康弘、祷映
- プロデューサー：祷映
- 製作：李鳳宇、河合洋
- 撮影：木村信也
- 編集：三條知生
- 音楽：増本直樹